# 晖致

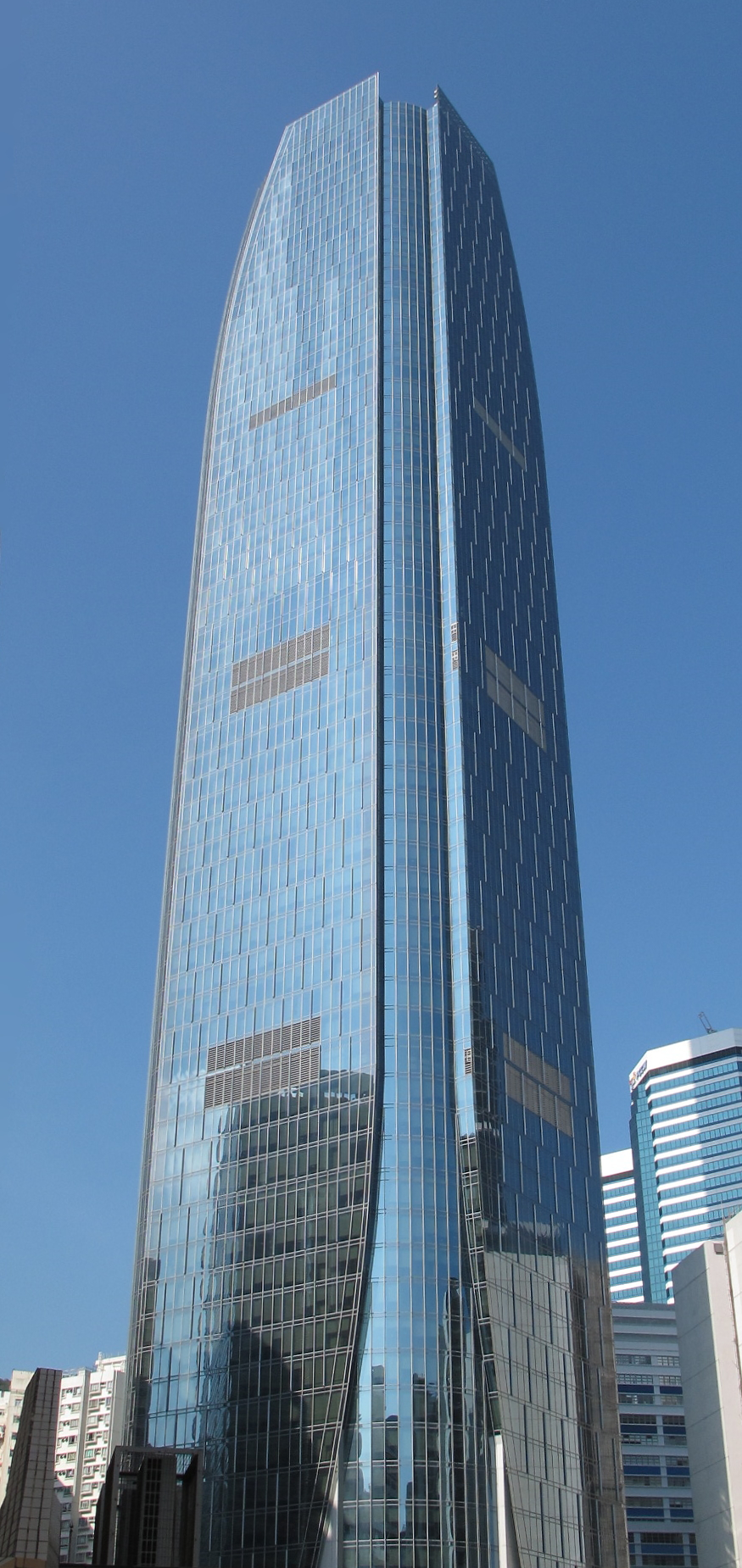
晖致香港办事处位於香港港島東中心

晖致（英語：Viatris Inc.）是一家美国医疗保健公司，生产销售各类药物。

## 历史
它由迈兰和辉瑞旗下的Pharmacia & Upjohn于2020年11月16日合并而成。
公司的名称来源于拉丁文单词"via"，意为"路径"，和"tris"，意为"三"，这指的是公司设定的三个主要目标的路径：扩大药品获取途径，通过创新满足患者需求，并赢得医疗社区的信任。。2021年，它名列财富美国500强第254位。